# 5-Formamidoimidazole-4-carboxamide ribonucléotide
Le 5-formamidoimidazole-4-carboxamide ribonucléotide (FAICAR), ou 5-formamidoimidazole-4-carboxamide ribotide, est un intermédiaire de la biosynthèse des purines et de l'inosine monophosphate (IMP). Il est produit par la phosphoribosylaminoimidazolecarboxamide formyltransférase (EC 2.1.2.3) et l'IMP cyclohydrolase (EC 3.5.4.10), ainsi que de ligases (EC 6.3.4.-).